# Dan Hartman
Dan Hartman, all'anagrafe Daniel Earl Hartman (Harrisburg, 8 dicembre 1950 – Westport, 22 marzo 1994), è stato un cantautore e produttore discografico statunitense.
Spesso definito "il Billy Joel della musica dance", Dan Hartman propose uno stile a metà strada tra pop, rock e disco music, ispirato ai gruppi soul vocali maschili. Alcuni dei brani più conosciuti di Dan Hartman sono Free Ride (1979), Instant Replay (1978), Relight My Fire (1980), di cui vennero realizzate delle cover da Take That con Lulu e Ricky Martin, e I Can Dream About You (1984). Le vendite delle registrazioni di Hartman da solista, gli sforzi di gruppo, la produzione, coloro che hanno partecipato a scrivere le canzoni, che furono incluse in varie compilation, hanno superato le 50 milioni di copie di dischi venduti in tutto il mondo.

## Biografia

### Gioventù e primi anni di carriera
Dan Hartman nacque nel 1950 da Carl Hartman e Pauline Angeloff. Suo padre fu mitragliere durante la seconda guerra mondiale prima di lavorare per lo United States Postal Service mentre la famiglia materna era originaria della Jugoslavia di probabile discendenza russa o bulgara.
Nel 1964, quando aveva 13 anni, Dan Hartman iniziò a suonare la tastiera nei The Legend, formazione di cui faceva parte anche il fratello Dave e per la quale scrisse diverse canzoni. La band pubblicò alcuni singoli, ma nessuno di questi ebbe successo. Successivamente trascorse un certo periodo nella band di Johnny Winter per poi entrare nel gruppo del fratello di questi Edgar, dove suonò il basso in tre dei loro album. Nel 1972 Hartman scrisse la seconda più grande hit del gruppo Free Ride.

### Successo
Dopo aver pubblicato nel 1976 un disco promozionale (Who Is Dan Hartman and Why Is Everyone Saying Wonderful Things About Him?), in realtà una raccolta di brani scritti con le band di Johnny e Edgar Winter e il primo vero e proprio album Images (1976), passato in sordina, Hartman raggiunse la posizione numero 1 nella casistica dance con il singolo disco Instant Replay, uscito verso la fine del 1978; l'anno seguente la traccia raggiunse la Top 10 nelle classifiche inglesi; nel 1990 il duo britannico Yell! registrò una cover entrata nella top 10. L'album omonimo (1978), anch'esso di buoni riscontri commerciali, è frutto della collaborazione con Vinnie Vincent, G. E. Smith e altri artisti rinomati. 
Nel 1979 Hartman pubblicò l'album Relight My Fire, che contiene la celebre title-track con la voce di Loleatta Holloway. La canzone, anch'essa entrata alla posizione numero 1 delle classifiche, divenne la sigla del talk show Tomorrow Show, trasmesso su NBC. La traccia verrà reinterpretata nel 1993 dai Take That e Lulu e nel 2003 da Ricky Martin.
Nel 1980 Hartman scrisse Love Sensation, portata al successo da Loleatta Holloway.
Nel 1984 pubblicò l'album I Can Dream About You, dal quale vennero estratti We Are the Young, altro brano che raggiunse la prima posizione delle classifiche statunitensi, così come I Can Dream About You.
Tra gli anni ottanta e novanta l'artista divenne un gettonato produttore. Tra i molti di essi vi furono Tina Turner, Diana Ross e James Brown.

### Ultimi anni e morte
Si distingue dal resto della discografia di Hartman l'ultimo album New Green Clear Blue (1989), contenente degli strumentali ambient e new age ed edito dalla Private Music di Peter Baumann dei Tangerine Dream.
L'artista morì il 22 Marzo 1994 a Westport, nel Connecticut, all'età di 43 anni per un tumore al cervello. Un uomo gay non dichiarato e rimasto anonimo rivelò che ad Hartman era stato diagnosticato l'HIV alla fine degli anni ottanta. L'artista tenne segreta la malattia senza pensare a un trattamento medico, anche dopo che l'amico e collaboratore Holly Johnson (dei Frankie Goes to Hollywood) affermò che Hartman fosse positivo all'HIV nel 1991.

## Vita privata
Hartman non si sposò mai e non ebbe figli.

## Discografia

### Da solista

#### Album in studio
- 1976 - Who Is Dan Hartman?
- 1976 - Images
- 1978 - Instant Replay
- 1979 - Relight My Fire
- 1981 - It Hurts to Be in Love
- 1981 - April Music
- 1984 - I Can Dream About You
- 1989 - New Green Clear Blue
- 1994 - Keep The Fire Burnin'

#### Compilation
- 1994 – Keep the Fire Burnin'
- 2004 - Superhits